# Ainsworthia
Ainsworthia – rodzaj roślin z rodziny selerowatych. Jego status jest niepewny – zaliczane tu dwa gatunki bywają włączane do rodzaju Tordylium.

## Systematyka
Rodzaj bywa wyodrębniany w podrodzinie Apioideae Seemann.
Wykaz gatunków
- Ainsworthia cordata (Jacq.) Boiss.
- Ainsworthia trachycarpa Boiss.